# Hochwasser (Fernsehserie)
Hochwasser (Originaltitel Wielka woda) ist eine polnische Miniserie von Netflix mit dem Hintergrund der Hochwasserkatastrophe, dem Oderhochwasser 1997. Die Regie führten Jan Holoubek und Bartłomiej Ignaciuk. In den Hauptrollen sind Agnieszka Żulewska und Tomasz Schuchardt zu sehen.

## Handlung
Die Hydrologin Jaśmina Tremer wird von den lokalen Behörden und nach Aufforderung des aufstrebenden Politikers Jakub Marczak um ihre Expertise bezüglich einer Hochwasserwarnung gebeten und kehrt nach langer Zeit in ihre Heimatstadt Breslau zurück. Sie lebt mit ihrem niederländischen Freund in einem Wohnwagen in der Wildnis und wird dort vom polnischen Militär mit einem Hubschrauber abgeholt. Nur um dann festzustellen, dass ihre wissenschaftliche Arbeit nicht ernst genommen wird und sie mit ihrer Weitsicht nicht gegen die Verstrickungen aus Politik, menschlichem Versagen und Ungewissheit ankommt. Mit Jakub Marczak verbindet sie eine lange Geschichte. Denn die beiden haben eine gemeinsame Tochter, die bei ihrem Vater aufgewachsen ist und die nichts von ihrer damals drogensüchtigen Mutter weiß. Während er Jaśmina bezüglich einer bevorstehenden Jahrhundertflut zu Rate zieht, wollen die gestandenen Wissenschaftler sich ihre Theorie nicht einmal anhören. Zunächst kann sie Jakub zu einer Sprengung der Deiche überreden, doch ist es schwer den Anwohnern diese notwendige Maßnahme zu erklären. Als sich ihre Berechnungen aufgrund veralteter Landkarten als falsch herausstellen, ist das Chaos perfekt. Dazu hat jeder sein eigenes Schicksal zu tragen; so hat Jakub mit der Rettung seiner politischen Karriere zu tun, während Jasmina den Kampf gegen die Drogensucht zu bewältigen hat. Und langsam zieht eine Naturkatastrophe mit menschlichem Zutun auf.

## Besetzung und Synchronisation
Die Synchronisation wurde von der Iyuno-SDI Group Germany GmbH aus Berlin unter der Regie von Katharina Palm mit dem Dialogbuch von Anna Ewelina übernommen.
| Rollenname                   | Schauspieler              | Synchronsprecher  |
| ---------------------------- | ------------------------- | ----------------- |
| Jaśmina Tremer               | Agnieszka Zulewska        | Runa Aléon        |
| Jakub Marczak                | Tomasz Schuchardt         | Jan Makino        |
| Andrzej Rębacz               | Ireneusz Czop             | Florian Hoffmann  |
| Ewa Rucik                    | Marta Nieradkiewicz       | Marieke Oeffinger |
| Maja Knuk                    | Katarzyna Pospiech        |                   |
| Colonel Czacki               | Miroslaw Kropielnicki     | Torsten Michaelis |
| Klara Marczak                | Blanka Kot                | Lin Gothon        |
| Voivode Wolski               | Adam Nawojczyk            | Dirk Bublies      |
| Dr. Slawomir Gora            | Lukasz Lewandoski         | Harry Kühn        |
| Mrs. Baja                    | Maria Maj                 | Diana Ebert       |
| Beata Kozarowicz             | Klara Bielawka            | Elisa Bannat      |
| Bürgermeisterin von Kety     | Grazyna Bulka             |                   |
| Korzun                       | Lech Dyblik               | Frank Kirschgens  |
| Alek                         | Seweryn Ziolkowski        |                   |
| Lieutenant Colonel Macioszek | Marcin Fabisiak-Chojnacki |                   |
| Lena Tremmer                 | Anna Dymna                | Karin David       |
| Adam Rebacz                  | Damian Krajczyk           | Nando Schmitz     |
| Vizeminister                 | Leszek Lichota            | Oliver Siebeck    |

## Episodenliste

### Staffel 1
| Nr. (ges.)                                                                | Nr. (St.) | Deutscher Titel | Originaltitel | Regie                            | Drehbuch         |
| ------------------------------------------------------------------------- | --------- | --------------- | ------------- | -------------------------------- | ---------------- |
| 1                                                                         | 1         | Folge 1         | Odcinek 1     | Jan Holoubek                     | Kasper Bajon     |
| 2                                                                         | 2         | Folge 2         | Odcinek 2     | Jan Holoubek Bartlomiej Ignaciuk | Kinga Krzeminska |
| 3                                                                         | 3         | Folge 3         | Odcinek 3     | Jan Holoubek                     | Kasper Bajon     |
| 4                                                                         | 4         | Folge 4         | Odcinek 4     | Jan Holoubek Bartlomiej Ignaciuk | Kinga Krzeminska |
| 5                                                                         | 5         | Folge 5         | Odcinek 5     | Jan Holoubek                     | Kasper Bajon     |
| 6                                                                         | 6         | Folge 6         | Odcinek 6     | Jan Holoubek Bartlomiej Ignaciuk | Kinga Krzeminska |
| Alle sechs Episoden wurden am 5. Oktober 2022 auf Netflix veröffentlicht. |           |                 |               |                                  |                  |

## Rezeption
Serienjunkies meint, dass die Verwebungen von persönlichen und sozialen Tragödien den Serienmachern sehr gut gelingen würden und bewertet die Serie mit vier von fünf Sternen.
Bei Quotenmeter.de heißt es, dass Netflix mit der ersten polnischen Serie versuchen würde Polen in den Vordergrund zu stellen, doch dass die Eigenproduktion zahlreiche Schwächen hätte. Positiv sei, dass der Streaming-Anbieter auch lokale Produktionen fördern würde. Auch könne man sich in den ersten Episoden über interessante Fakten freuen. „Doch mit jeder Minute, die man von der Serie über sich ergehen lässt, wird es immer ‚soapiger‘.“ Ab der vierten Episode habe die Serie nur noch wenig mit Hochwasserschutz zu tun und der gute Ansatz würde somit über Bord geworfen. Die Miniserie würde mit ihrem guten Potenzial im zweiten Akt enttäuschen.
Auch film-rezensionen.de meint, dass die Serie mit weiteren Verlauf zu einer unnötigen Seifenoper verfallen würde. Aber insgesamt sei sie sehenswert und enthalte, trotz der ruhigen Erzählweise, genügend Spannung. Auch wenn das Ende durch die historische Begebenheit bekannt sei, würde man bis zum Schluss mitzittern. Positiv wird die Schauspielleistung hervorgehoben und gerade das Zusammenspiel von Agnieszka Zulewska und Tomasz Schuchardt würde zur Klasse der Serie beitragen.
Popkultur.de schreibt:

„Die Netflix-Serie ist mehr als nur eine Nachstellung des Ereignisses und seiner Todesopfer; die Serie vermittelt eine starke Botschaft über die Notwendigkeit, das Umweltproblem unserer Zeit anzugehen. ‚Hochwasser‘ beschreibt die Überschwemmung und ihre Folgen im Jahr 1997 größtenteils auf der Grundlage von Tatsachen, enthält aber auch zahlreiche fiktive Aspekte und Charaktere in der Handlung.“

## Produktion und Veröffentlichung
Die Serie entstand nach einer Idee von Anna Kępińska unter der Regie von Jan Holoubek und Bartłomiej Ignaciuk, basierend auf einem Drehbuch von Kasper Bajon und Kinga Krzemińska. Produzenten sind Netflix und Telemark. Gedreht wurde von August bis November 2021 in der Region Niederschlesien in den Orten Breslau, Osina Wielka, Nysa, Byczeń und Legnica. In dem Dorf Srebrna Góra wurde ein Teil einer Straße Breslaus nachgebaut um für die Serie die Überschwemmung nachzustellen.
Die Geschichte und die Charaktere sind fiktiv aber von den realen Ereignissen der Jahrtausendflut, die 1997 Polen, aber auch Teile der Tschechischen Republik und Deutschlands heimsuchte, inspiriert. Teilweise wurden in der Serie Ortsnamen geändert. So stellt das genannte Dorf Kety in Wirklichkeit das Dorf Łany bei Breslau dar und der Stausee Jezioro Nyskie wird Gierżoniów-Stausee genannt.
Am 5. Oktober 2022 wurden die sechs Folgen auf Netflix veröffentlicht.